# Matthias Pasor

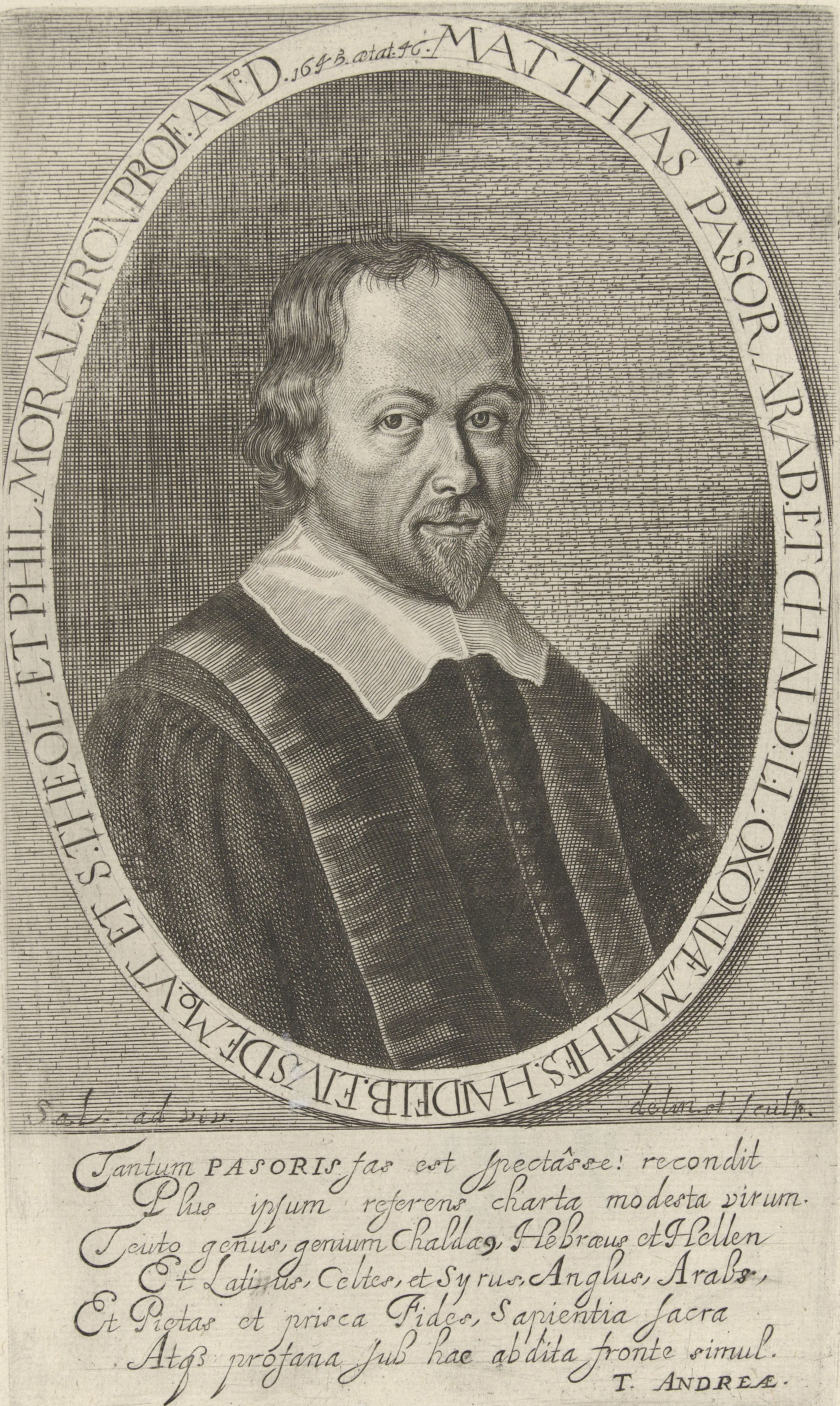
Porträt von 1654

Matthias Pasor (* 12. April 1599 in Herborn; † 28. Januar 1658 in Groningen) war ein deutscher reformierter Theologe, Mathematiker und Linguist.

## Leben
Pasor war Sohn des Theologen Georg Pasor. Er wurde 1613 an der Hohen Schule Herborn immatrikuliert. Anschließend studierte er möglicherweise an der Universität Marburg. Am 13. April 1616 wurde er an der Universität Heidelberg eingeschrieben, an der er an der Theologischen und an der Artistenfakultät studierte. Er wurde am 20. Februar 1617 zum Magister graduiert und übernahm ab April 1620 in Heidelberg die Professur für Mathematik an der Artistenfakultät von Christoph Jungnitz (1599–1658).
Pasor folgte 1623 einem Ruf als Professor an die Hohe Schule Herborn. Ab 1624 war er an der Universität Oxford, an der er 1626 Professor für Orientalische Sprachen wurde, bevor er 1629 als Professor für Philosophie an die Universität Groningen kam, an der er später auch Theologie und Mathematik lehrte. Dort wurde er 1645 zum Dr. theol. promoviert. Einen Ruf an die Universität Harderwijk in diesem Jahr lehnte er ab.

## Werke (Auswahl)
- Oratio pro linguæ Arabicæ professione, Lichfield and Turner, Oxford 1627.
- Discursus Politicus De Ephoris Rerum-Publicarum, Sas, Groningen 1639.
- Georg Pasor: Manuale Graecarum vocum Novi Testamenti, von Matthias Pasor fortgeführt, Corvinus, Herborn 1646.
- Georg Pasor: Lexicon Graeco-Latinum, In Novum Domini Nostri Jesu Christi Testamentum, in mehreren Auflagen von Matthias Pasor fortgeführt, so bspw. Corvinus, Herborn 1654.